# Везирац
Везирац је брдо између Сремских Карловаца и Петроварадина. То је у ствари фрагмент четврте и најниже фрушкогорске терасе испод које се простире лесна зараван. Надморска висина брда износи 194 метара а релативна 40, тако да доминира простором испред Петроварадинске тврђаве.

## Историја и име
На простору од Везирца до Петроварадина, 5. августа 1716. године одиграла се једна од одлучујућих битака током Аустријско-турског рата 1716. - 1718. године. Аустријска војска (око 76.000 људи) под командом Еугена Савојског поразила је двоструко бројнију војску (око 120.000 људи) предвођену великим везиром Дамад Али-пашом. На Везирцу је био разапет шатор великог везира из ког је он командовао битком. Велики везир је у току битке био рањен и убрзо је умро а касније је сахрањен је у Београдској тврђави. Ово брдо је по њему и добило име Везирац. Осим овог, многа брда у околини носе назив као сећање на ту битку (Пуцкарош, Занош, Карагач, Алибеговац и Татарско брдо).
На Везирцу је 1902. године подигнут споменик у сећање на ову битку. Споменик је након Другог светског рата био запуштен све до 2006. године када је простор око њега уређен пред обележавање 290 година битке.

### Везирац данас
Данас је Везирац насеље које припада општини Петроварадин. На Везирцу има око 150 кућа и викендица. До њега може да се дође са различитих страна: из Буковца, из Сремских Карловаца путем од Текија, са Ширина из Петроварадина, те Буковачким путем из Петроварадина.